# Vandžiogala
Vandžiogala is een plaats in het Litouwse district Kaunas. De plaats telt 946 inwoners (2001).